# Katholieke Kerk in Panama

Panama

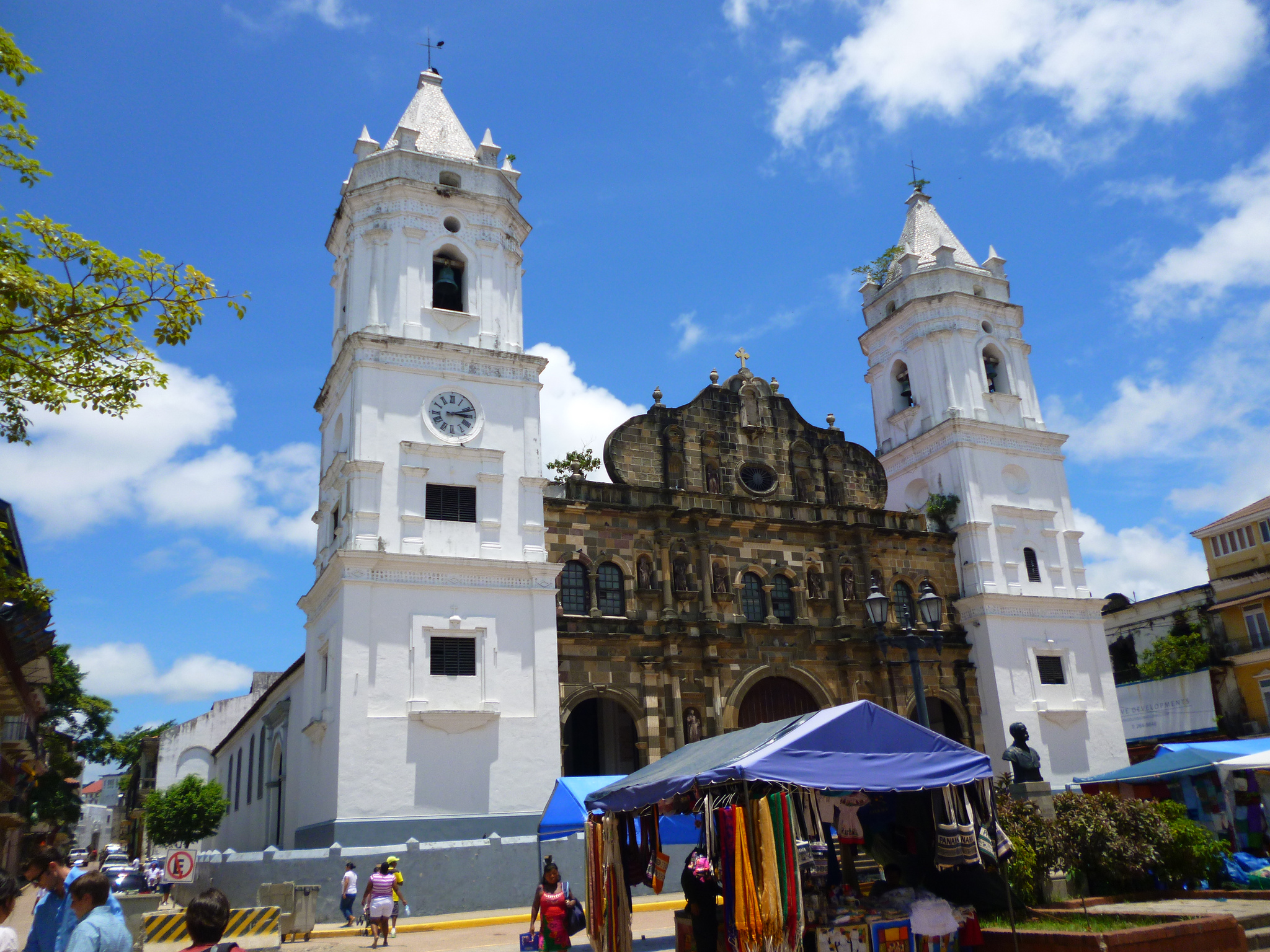
Kathedraal van Panama-Stad

De Katholieke Kerk in Panama is een onderdeel van de wereldwijde Katholieke Kerk, onder het geestelijk leiderschap van de paus en de curie in Rome.
Het overgrote deel van de bevolking (ca. 84 %) is katholiek. In 1925 werd het aartsbisdom Panama opgericht, dat sinds 1955 tevens zetel van de metropoliet van de kerkprovincie is. Van 1946 tot 1963 was de Nederlander Frans Beckmann CM aartsbisschop van Panama. De kerkprovincie omvat thans een aartsbisdom, vijf bisdommen en één vrije prelatuur.
Apostolisch nuntius voor Panama is sinds 14 mei 2022 aartsbisschop Dagoberto Campos Salas.

## Indeling
- Kerkprovincie Panamá:
  - Aartsbisdom Panamá
  - Bisdom Chitré
  - Bisdom Colón-Kuna Yala
  - Bisdom David
  - Bisdom Penonomé
  - Bisdom Santiago de Veraguas
  - Territoriale prelatuur Bocas del Toro
- Immediatum:
  - Apostolisch vicariaat Darién